# بيف إليوت
بيف إليوت (بالإنجليزية: Biff Elliot)‏ مواليد 26 يوليو 1923 في لين، الولايات المتحدة - الوفاة 15 أغسطس 2012 في كاليفورنيا، الولايات المتحدة، هو ممثل أمريكي بدأ مسيرته الفنية سنة 1948. امتدت مسيرته الفنية لأكثر من 53 عاما. ظهر في مسلسل ستار تريك وفي فيلم تلك هي الحياة.

## روابط خارجية
- بيف إليوت على موقع IMDb (الإنجليزية)
- بيف إليوت على موقع ألو سيني (الفرنسية)
- بيف إليوت على موقع أول موفي (الإنجليزية)
- بيف إليوت على موقع قاعدة بيانات الأفلام السويدية (السويدية)
- بيف إليوت على موقع قاعدة بيانات الفيلم (الإنجليزية)
- بيف إليوت على موقع كينوبويسك (الروسية)